# B-24
|  | «B-24» redirigeix aquí. Vegeu-ne altres significats a «Consolidated B-24 Liberator». |

La B-24 és una autovia d'accés a la ciutat de Barcelona des de la ciutat de Vallirana, i és administrada pel Ministeri de Foment d'Espanya. La B-24 és el tram final de l'Autovia del Mediterrani A-7, reanomenada així a l'entrada de Barcelona.
La B-24 comença a l'enllaç 599 de l'A-2 a l'altura de Pallejà, i finalitza a Vallirana, on enllaça amb la N-340, en un traçat sinuós de 6,4 km.
La construcció i posada en marxa de la variant de Vallirana, que suposà el perllongament de l'autovia en un tram de 2,4 km, 1450m en el túnel de Vallirana, i la reducció del trànsit dins del nucli urbà, es va iniciar el 2004, però diversos contratemps van fer que s'endarrerís la data prevista de posada en servei. Finalment la variant va entrar en servei el dia 5 de novembre del 2019.